# Sam Brownback
Samuel Dale Brownback, detto Sam (Garnett, 12 settembre 1956), è un politico e avvocato statunitense, ambasciatore Generale per la Libertà Religiosa Internazionale nella prima amministrazione Trump dal 2018 al 2021 e governatore del Kansas dal 2011 al 2018. In precedenza, Brownback ha servito come senatore per lo stato del Kansas dal 1996 al 2011 ed è membro del Partito Repubblicano.

## Biografia
Nacque in una famiglia di origini tedesche e passò la giovinezza a Parker, in Kansas. Si laureò in giurisprudenza all'Università del Kansas nel 1982 ma già in precedenza era stato vicepresidente e presidente della National FFA Organization, vasta organizzazione agricola giovanile. Nella seconda metà degli anni ottanta lavorò come conduttore radiofonico per poi trasferirsi a Manhattan, Kansas, dove iniziò la sua carriera politica nelle file del Partito Repubblicano, inizialmente con piccoli incarichi locali.

## Carriera politica

### Incarichi governativi in Kansas (1986-1995)
Dal 1986 al 1990 e dal 1993 al 1994 fu Segretario all'Agricoltura dello stato del Kansas mentre dal 1990 al 1993 ebbe vari incarichi istituzionali. 

### Rappresentante e Senatore degli Stati Uniti d'America per il Kansas (1995-2011)
Nel 1995 si candidò alle elezioni Generali ed occupò un seggio nel Congresso, come rappresentante federale della Camera dei Rappresentanti; rimase in carica però solo un anno poiché nel 1996 si candidò al Senato degli Stati Uniti d'America, vincendo. Confermò il suo seggio al Senato, ricevendo dagli elettori del Kansas un secondo mandato nel 2004 con il 69% dei voti.

### Candidatura alle presidenziali 2008
Il 4 dicembre del 2006 ha annunciato in un'intervista concessa al Washington Post di essere interessato alle presidenziali del 2008 e di aver formato una commissione esplorativa: il 20 gennaio 2008, dopo il disbrigo delle ultime pratiche burocratiche, è stato ufficialmente iscritto nel registro dei candidati repubblicani alle primarie presidenziali. Ha altresì dichiarato di non avere intenzione di riconfermare il suo seggio al Senato.
Nonostante i sondaggi lusinghieri, che lo davano al terzo posto nell'indice di gradimento degli elettori repubblicani, il 18 ottobre è stato escluso dalla competizione elettorale per insufficienza di fondi raccolti. A seguito della decisione, formalizzata il 19 ottobre, Brownback ha deciso di appoggiare la candidatura di John McCain.

### Governatore del Kansas (2011-2018)
Brownback dichiarò di voler candidarsi a Governatore del Kansas nelle elezioni del 2010. In effetti mantenne la promessa e alla fine vinse le elezioni con il 63,3% dei voti contro il Democratico Tom Holland.
Si ricandidò alle elezioni governatoriali del 2014 e venne rieletto con il 50,0% dei voti contro il Democratico Paul Davis (con il 46,1%).
Nel 2018, Brownback accetta l'incarico di Ambasciatore Generale per la Libertà Religiosa Internazionale proposto dal nuovo Presidente Donald Trump e rassegna le dimissioni dalla carica di Governatore del Kansas, le cui funzioni verranno assunte dal suo Vicegovernatore Jeff Colyer.

### Ambasciatore Generale degli Stati Uniti d'America per la Libertà Religiosa Internazionale (2018-2021)
Brownback nel 2018 viene indicato dall'Amministrazione Trump come nuovo Ambasciatore Generale degli Stati Uniti per la Libertà Religiosa Internazionale al Dipartimento di Stato, restando in carica fino al 2021.

## Posizioni politiche
Politicamente, egli si è definito un "conservatore sociale": Brownback è uno strenuo oppositore dell'aborto (che egli paragona all'Olocausto) e dell'eutanasia (che considera peggio di un omicidio); è inoltre contrario alle unioni civili ed ai matrimoni omosessuali. Favorevole ai conflitti in Afghanistan ed in Iraq, suggerisce un uso moderato della pena di morte e nell'estate del 2006 ha introdotto una tassa sui videogiochi violenti.

## Vita privata
Sam Brownback, cresciuto come metodista, nel 2002, dopo una lunga riflessione spiriturale, si è convertito alla religione cattolica. È sposato con l'editrice Mary Stauffer ed ha cinque figli (tre maschi e due femmine), di cui due adottati.